# Joaquín Sánchez de Toca Calvo
Joaquín Sánchez de Toca Calvo o Calov (Madrid, 24 de setembre de 1852 - Pozuelo de Alarcón, 13 de juliol de 1942) va ser un advocat i polític espanyol.

## Biografia
Tercer fill de Melchor Sánchez de Toca y Sáenz de Lobera (marquès de Toca), cirurgià i metge de la Reial Cambra d'Isabel II que, in extremis, va atendre al general Joan Prim i Prats després de l'atemptat del carrer del Turco en 1870, que li va costar la vida; i de Francisca Calvo Pereira de Castro.
Va estudiar Dret a la Universitat de Bordeus i després en la Universitat Central de Madrid. Als 18 anys (1870) va llegir el seu tesi doctoral sobre el matrimoni (Dret Canònic), que va publicar molt poc després amb pròleg d'Aureliano Fernández Guerra. Va iniciar la seva activitat política durant el regnat d'Alfons XII en ser elegit diputat per primera vegada pel Partit Conservador en 1884. Va ser nomenat alcalde de Madrid en 1896, sota la regència de la reina vídua, Maria Cristina d'Habsburg-Lorena. Senador vitalici tres anys més tard; la seva carrera governamental va donar començament quan el 23 d'octubre de 1900 Marcelo Azcárraga el va nomenar ministre d'Agricultura, Indústria, Comerç i Obres Públiques, càrrec que va ocupar fins a l'any següent.
Com a diputat conservador, fou sempre elegit pel districte de Mora de Rubielos (Terol), pel qual serien també diputats el seu fill Joaquín Sánchez de Toca Ballester i el seu nebot Fernando Sánchez de Toca Muñoz (1888-1974).
Als pocs mesos de l'accés al tron del rei Alfons XIII, va formar part del govern presidit per Francisco Silvela com a ministre de Marina (1902-1903). Amb el conservador Antoni Maura va ser ministre de Gracia i Justícia entre 1903 i 1904. Aquest mateix any va ocupar la presidència del Consell d'Estat, així com més tard la del Senat, i el 1913 va passar a alinear-se en l'escissió conservadora que va seguir a Eduardo Dato en contra dels partidaris de Maura.
El 1914 va ser President del Senat i electe com a membre de la Reial Acadèmia de Jurisprudència i Legislació.
El 20 de juliol de 1919 va rebre l'encàrrec de formar govern després de no aconseguir-se constituir un Ministeri de concentració conservadora. El seu mandat va durar fins que el 12 de desembre va haver de dimitir enmig de la crisi resultant de no poder aconseguir acabar amb les tensions socials i fer front a l'exèrcit. Va presidir la Reial Acadèmia de Ciències Morals i Polítiques, de la qual formava part des de 1890. La seva obra escrita va abordar un ampli ventall de temes socials, polítics i jurídics, així com històrics.
Es va oposar a la dictadura de Miguel Primo de Rivera per considerar que vulnerava el principi constitucional del règim, regit per la Constitució espanyola de 1876. A la seva caiguda va ser cridat a consultes per Alfons XIII per formar govern el 1931, cosa que va refusar. Durant la II República es va mantenir apartat de la vida política. El 1933 va concedir una entrevista al Heraldo de Madrid en la qual criticava tant la monarquia alfonsina, pels seus errors, com la República.

## Activitat pública
- 1884 Diputat a Corts pel Partit Conservador. Districte Mora de Rubielos.
- 1890 Senador Vitalici per designació reial.
- 1890 Membre electe de la Reial Acadèmia de Ciències Morals i Polítiques.
- 1896 Alcalde de Madrid.
- 1900 Ministre d'Agricultura, Comerç, Indústria i Obres Públiques.
- 1902 Ministre de Marina.
- 1903 Ministre de Gracia i Justícia.
- 1904 President del Consell d'Estat.
- 1907 Alcalde de Madrid.
- 1914 President del Senat
- 1914 President de la Reial Acadèmia de Jurisprudència i Legislació.
- 1919 President del Consell de Ministres.
- 1920 President del Senat.

## Obra
- El matrimonio: su Ley Natural, su historia, su importancia social. Madrid, 1871.
- La crisis agraria europea y sus remedios en España. Madrid, 1887.
- La crisis presente del Partido Conservador. Madrid, 1897.
- La Jefatura y los ideales. Madrid, 1897.
- Reforma de la Marina. Madrid, 1902.
- Regionalismo, municipalismo y centralización. Madrid: A. Vela, 1907.
- La acción ibérica como factor de la política europea en África Madrid, 1913.
- Regionalismo Municipal y Centralización. Madrid, 1913.
- El movimiento antimilitarista en Europa. Madrid, 1914.